# Adoberia al carrer de la Creueta, 22-24 (Igualada)
L'Adoberia al carrer de la Creueta, 22-24 és una obra del municipi d'Igualada (Anoia) inclosa en l'Inventari del Patrimoni Arquitectònic de Catalunya.

## Descripció
És un edifici industrial destinat a adoberia. L'element més remarcable són les finestres longitudinals que donen verticalitat al conjunt, sobre les quals descansen uns arcs escarsers construïts amb totxo cuit. A ressaltar també la filera de ceràmica de color verd amb motius florals, que donen una nota de color al conjunt, i els "ulls de bou" que s'incorporen a la part més alta de l'edifici. Posteriorment s'hi afegí un cos nou per ampliació de l'empresa, que ocupa quasi la meitat de l'edifici. Els ulls de bou corresponen a una finalitat de servir de càmera d'aire i ventilació.

## Història
A partir del 1919 es deixa sentir a Igualada el resultat industrial de la Primera Guerra Mundial, sobretot en el món adober. A finals del 1918 i en tot el 1919 la indústria adobera renova les seves fàbriques.